# Unia – Partia dla Słowacji
Unia – Partia dla Słowacji (słow. Únia – Strana pre Slovensko) – słowacka koalicja wyborcza powstała w 2010 obejmująca Wolne Forum, Kandydatów Obywatelskich oraz Ligę – Partię Obywatelsko-Liberalną. 

## Historia
Koalicja centroprawicowych ugrupowań powstała przed wyborami 2010. Wśród jej podmiotów znaleźli się Wolne Forum, Kandydaci Obywatelscy oraz Liga – Partia Obywatelsko-Liberalna. Z list Unii kandydują również przedstawiciele Partii Zielonych Słowacji. Wśród kandydatów koalicji znalazła się była działaczka Słowackiej Unii Chrześcijańskiej i Demokratycznej Zuzana Martináková. Przewodniczącym ugrupowania jest Milan Cilek. 
W wyborach 2010 koalicja uzyskała 0,70% głosów.